# بور ساب‌اکسید
بور ساب‌اکسید (به انگلیسی: Boron suboxide) با فرمول شیمیایی B۶O یک ترکیب شیمیایی است. که جرم مولی آن 80.865 g/mol می‌باشد. 